# Poinçon (imprimerie)
Pour les articles homonymes, voir Poinçon (homonymie).
Le poinçon typographique est une tige d'acier sur laquelle est ciselée la forme inversée du caractère (vue de face, la forme du caractère est inversée, comme le sera le caractère définitif), qui sera frappée sur un bloc de cuivre appelé matrice où seront fondus les caractères mobiles. La gravure des poinçons est donc la première étape dans le processus matériel de l’imprimerie de Gutenberg. 
L'art de graver manuellement des poinçons a été développé au XVe siècle à partir des techniques de gravure des médailleurs. En France, il est pratiqué jusqu'à nos jours par des artistes-artisans formés à l'école Estienne (École supérieure des arts et Industries graphiques), à l'école Boulle (École supérieure d'arts appliqués) et, plus récemment, dans le cadre du dispositif Maître d'art – Élève. La gravure de poinçons typographiques a été inscrite à l'Inventaire du patrimoine culturel immatériel en France en 2018.

## Utilisation du poinçon

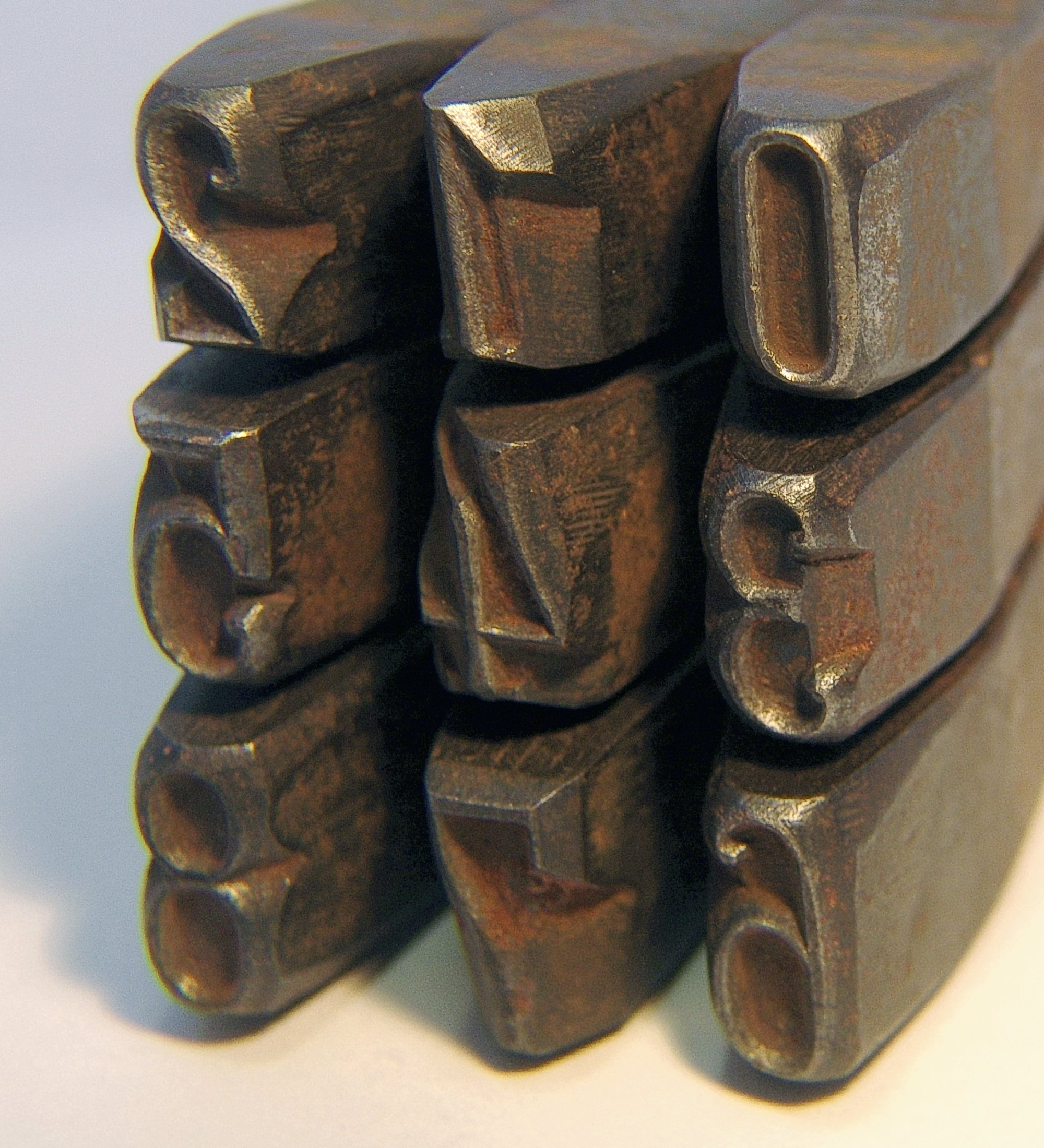
Jeu de poinçons de chiffres (le 6 sert également pour le 9).

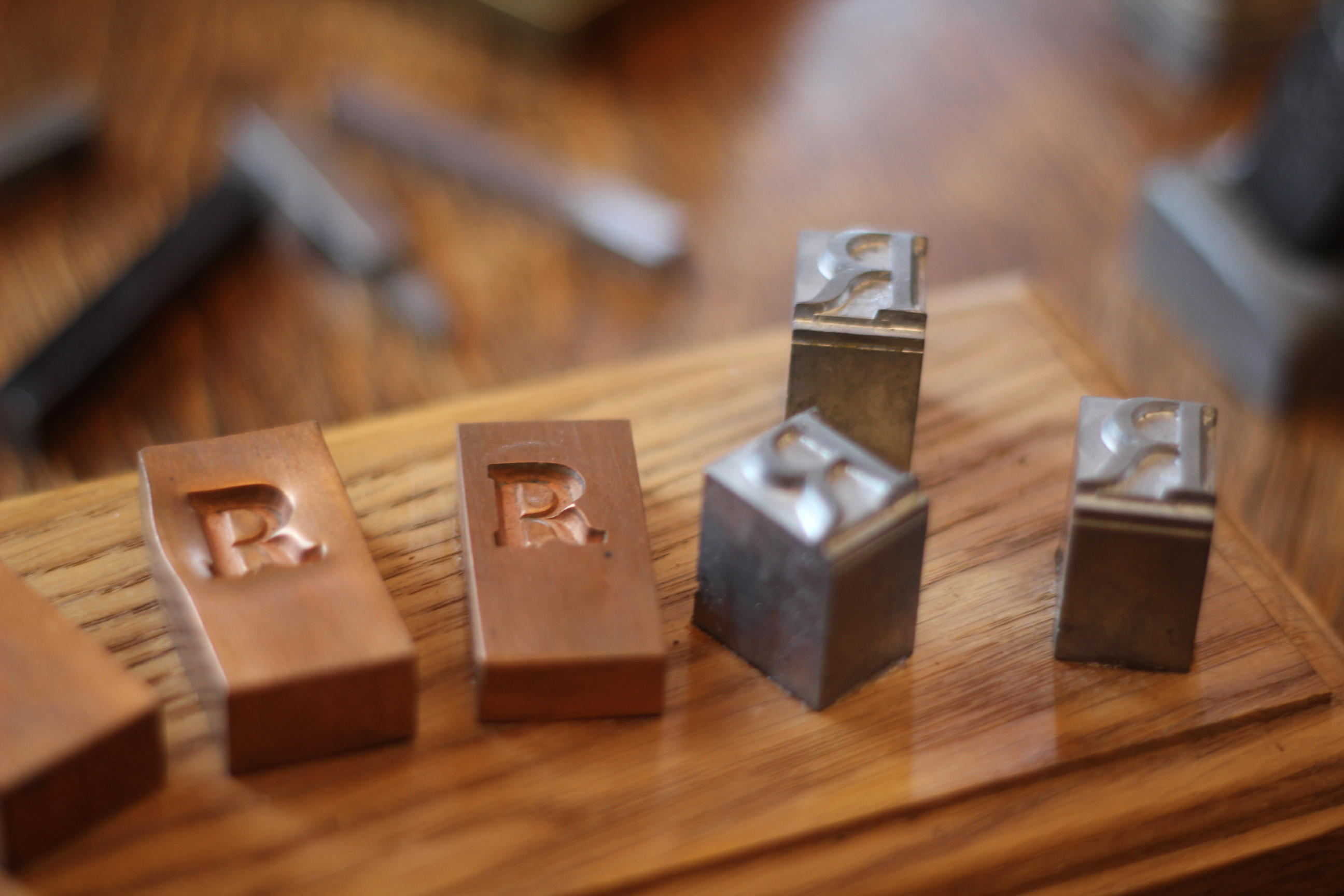
Matrices typographiques.

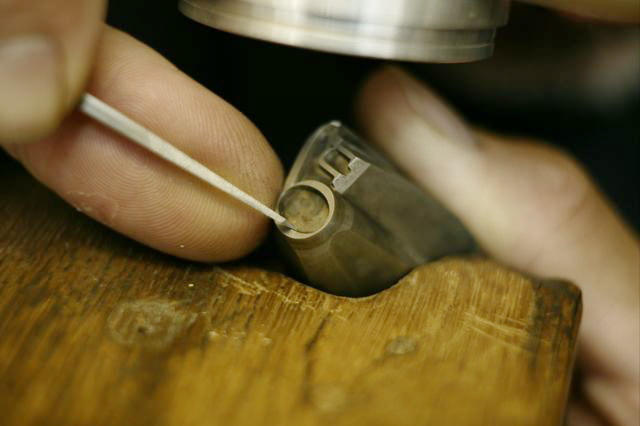
Gravure de poinçon.

L’usage du poinçon est partie intégrante de l’« invention » de Gutenberg, qui regroupe les procédés de fabrication des caractères mobiles et l’usage de la presse typographique. Gutenberg était au départ orfèvre et connaissait donc particulièrement le travail du métal. C’est Pierre Schoeffer, un des associés de Gutenberg à Mayence, qui mit au point de manière quasi-définitive la technique de la gravure des poinçons.
Le poinçon est frappé dans une pièce de cuivre (métal plus mou) qui reçoit donc ce caractère en creux (vue de face, la forme de la lettre est dans le sens de lecture « normal »). Cette pièce de cuivre (dite matrice) est ensuite ajustée puis utilisée pour fermer le moule dans lequel le fondeur vient couler l’alliage de plomb, antimoine et étain qui va produire le caractère mobile. L’opération est répétée autant de fois que nécessaire. 
Les caractères, rangés dans une casse, sont ensuite assemblés pour former des blocs de texte qui, une fois encrés, serviront à imprimer une feuille de papier dans une presse typographique.

## Gravure du poinçon

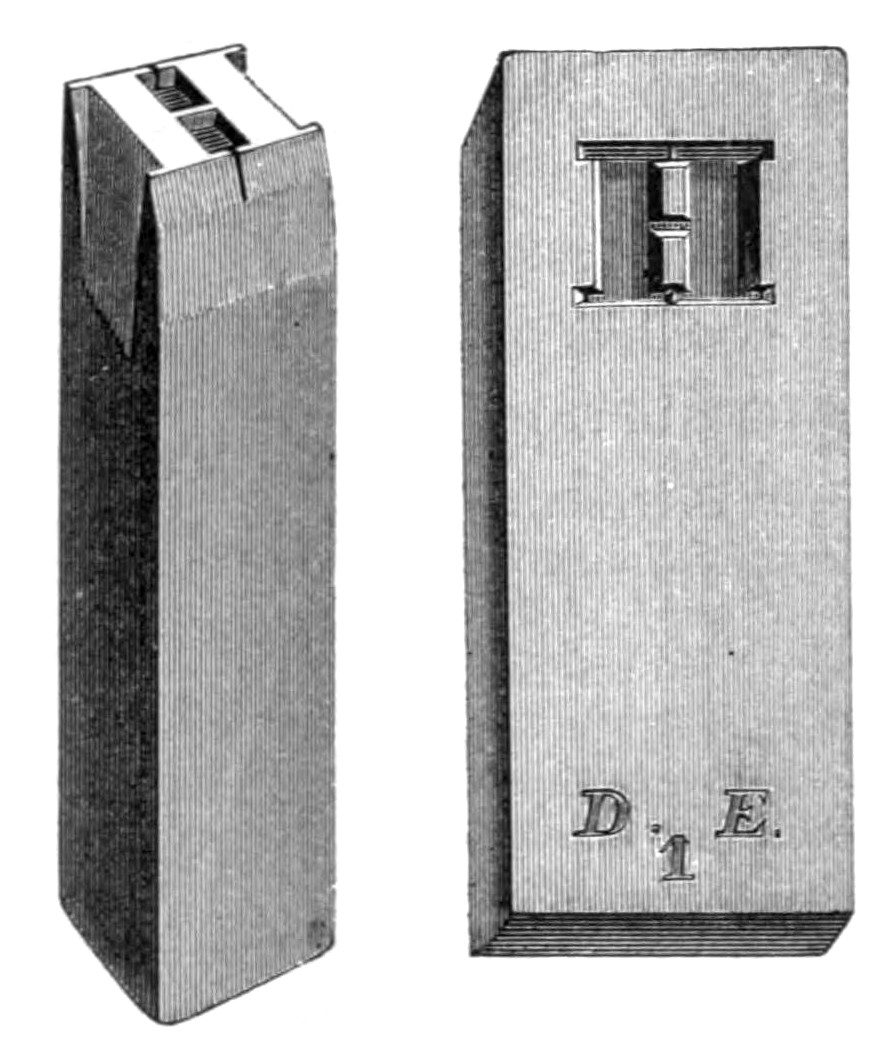
Poinçon (à gauche) et matrice (à droite)

La gravure de poinçons est un art difficile, requérant un long apprentissage et rares sont les créateurs de caractères qui ont gravé eux-mêmes leurs poinçons. Il faut fabriquer autant de poinçons qu’il y a de caractères dans une fonte donnée, et encore pour chaque fonte différente, à quelques détails près (un même poinçon sert pour les chiffres 6 et 9). 
Le graveur commence par dessiner le caractère à la pointe sèche sur l’extrémité plane du poinçon, puis il évide à la lime le contour extérieur. Pour les blancs intérieurs de la lettre, qu’ils soient fermés (comme l’intérieur d’un o) ou ouverts  (comme l’espace entre les jambages d’un m), il utilise un contrepoinçon. Le graveur contrôle l’évolution de son travail en procédant à des impressions, en noircissant l’extrémité du poinçon avec du noir de fumée au moyen d’une lampe Pigeon. Une fois le poinçon gravé et poli, il est trempé (fortement chauffé puis précipité dans l’eau froide) pour acquérir la dureté nécessaire à la frappe.
Les poinçons, gravés dans un métal très dur et donc, a priori, quasiment incorruptible, représentent l’essence même du caractère typographique. C’est à partir d’eux que l’on peut fabriquer en série les caractères mobiles. Par conséquent ils ont une grande valeur. L’histoire a retenu des cas célèbres où la possession de poinçons a fait l’objet de tractations et de marchés, comme les poinçons de Baskerville, convoités par l’impératrice Catherine de Russie, qui furent achetés et ramenés en France par Beaumarchais pour une édition prestigieuse des œuvres de Voltaire. Les poinçons passèrent ensuite aux mains des Didot, puis à la fonderie Deberny et Peignot, enfin, lors du démantèlement de l’entreprise, Charles Peignot les restitua à la Cambridge University Press en Angleterre. Les graveurs, à de rares exceptions près (les anciens Claude Garamont, Francesco Griffo, ou plus près de notre époque Edward Prince en Grande-Bretagne, Charles Malin en France, etc.), employés par les fonderies, sont beaucoup moins connus que les créateurs de caractères. En 2009, il ne restait en Europe qu’un graveur et un fondeur de caractères, attachés à l’Imprimerie nationale française.

## Contrepoinçons
On utilisait des contrepoinçons, afin de creuser dans le poinçon lui-même des marques difficiles à réaliser et devant être répétées à l’identique, comme les blancs intérieurs des lettres fermées p et d, ou b et q, ou les vides entre les jambages, etc. Par extension ces espaces eux-mêmes sont parfois appelés « contrepoinçons ». Les contrepoinçons étaient nécessairement réalisés dans un acier plus dur que celui des poinçons.

## Mécanisation de la gravure des poinçons
À la fin du XIXe siècle, la fabrication des poinçons n’échappe pas à la mécanisation. Des machines à graver sont fabriquées. Chez ATF, Linn Benton, père du créateur de caractères Morris Fuller Benton, invente une machine à graver à pantographe qui peut graver tout type de caractère à n’importe quelle taille, mais aussi élargir, étroitiser ou incliner le caractère, et qui parvient à un degré de précision qui va bien au-delà des normes actuelles.

## La collection de poinçons de l'Imprimerie nationale
À l'Imprimerie nationale se trouve le cabinet des poinçons où sont préservées 700 000 pièces gravées. Une bonne grande partie de cette collection est classée Monument historique par son caractère historique et son importance dans l'histoire de la typographie et de imprimerie. On y trouve notamment les poinçons des sept caractères latins historiques : le Garamont ou Romain de l'Université, le Grandjean ou Romain du Roi, le Luce ou Type poëtique, le Didot millimétrique ou Romain de l'Empereur, le Marcellin-Legrand, le Jaugeon et le Gauthier. D'autres trésors de la collection sont les poinçons de caractère orientaux, les Grecs du roi et les Buis du Régent.